# 対蹠地

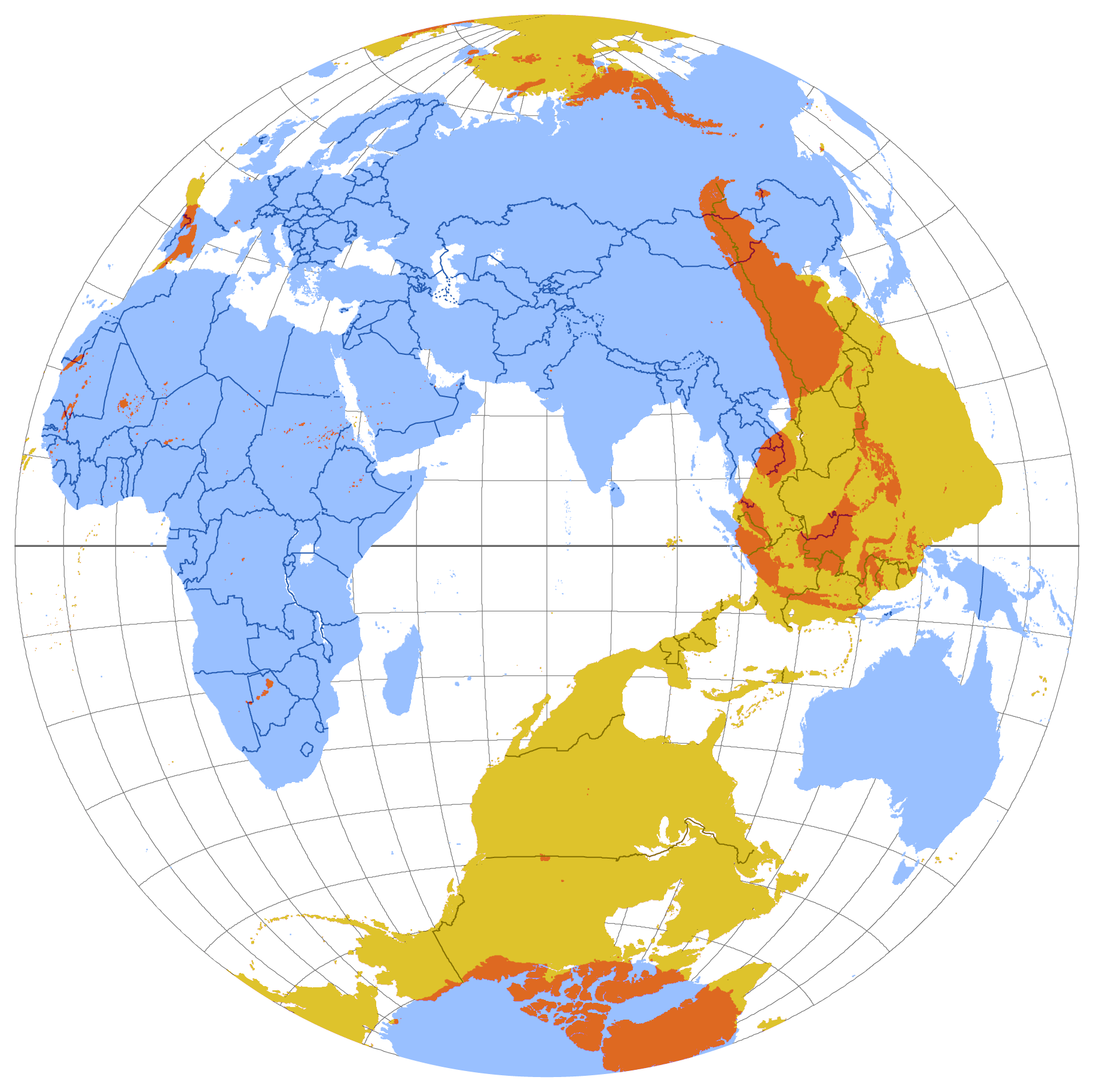
世界地図（青）に対蹠地を示した地図（黄）を重ね合わせた地図

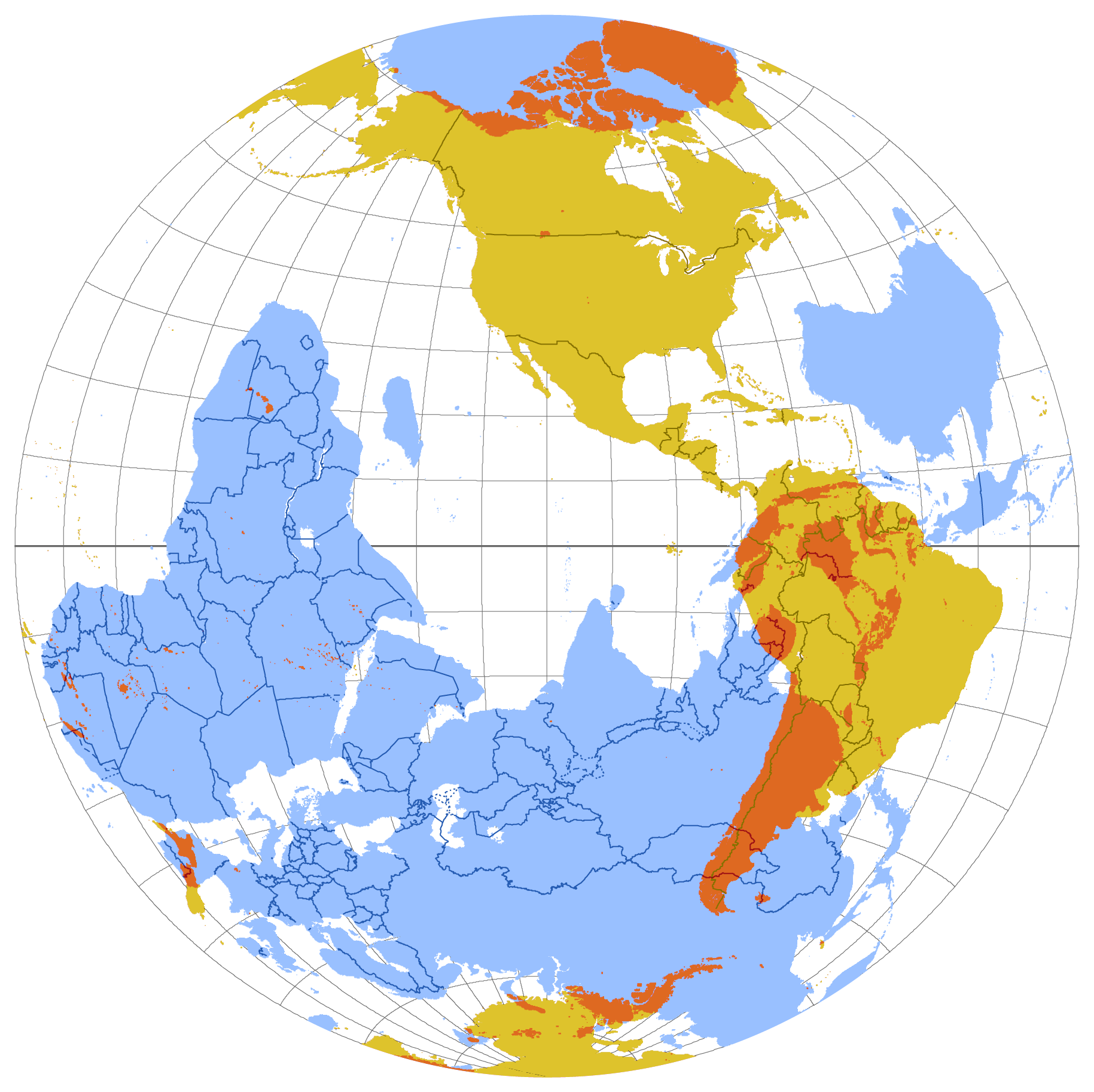
同上、極点を反転させた地図

対蹠地（たいせきち、たいしょち）は、地球あるいは他の天体上で、ある場所とは180°逆に位置する場所である。地球においては俗にいう「地球の裏側」である。対蹠点（たいせきてん、たいしょてん）とも言う。数学では3次元のいわゆる球以外の、抽象的な球面に対しても対蹠点という表現を使う。
「蹠」は「足の裏」を意味する字であり「対蹠」は「正反対」を意味する語である。従って英語の「antipode」は、“anti”（反対）と“pode”（足）の合成語で「足を対した所」を意味する。日本で「蹠」を「しょ」と読むのは慣用読みであり、本来の音読みは「せき」である。
本項では、特に断らないかぎり地球の対蹠地について記述し、地球を球で近似する。

## 例
北極点と南極点は互いに対蹠地である。ただし北磁極と南磁極は、地磁気が磁気双極子として対称でなく、対蹠地からかなりずれている。
日本（特に西日本や南日本）に対するブラジル、上海（中国）に対するブエノスアイレス（アルゼンチン）など。上海は、北緯約30°・東経約120°に位置するのに対して、ブエノスアイレスは、南緯約30°・西経約60°に位置するので、互いに正反対となる。日本、韓国、中国、台湾、香港、マカオ、北朝鮮、モンゴル、ロシアのシベリア連邦管区南部（イルクーツクなど）・極東連邦管区南西部から南部（沿海地方・サハリン州・ハバロフスク地方など）、フィリピン、グアム、北マリアナ諸島（サイパン島など）、パラオ、ミクロネシア連邦、ベトナム、ラオス、カンボジア、タイ、マレーシア、インドネシア、シンガポール、ブルネイ、東ティモールなどでは、一般に「対蹠地」「地球の裏側」という場合、ブラジル、アルゼンチン、チリ、ウルグアイ、パラグアイ、ボリビア、ペルー、エクアドル、ベネズエラ、コロンビア、ガイアナ、スリナム、ギアナなどを指す。
南西諸島のうち沖縄県は、日本国内では唯一の県内全部の陸地の対蹠地が全部陸地（南アメリカ大陸）である。沖縄県の西部の陸地（=先島諸島）の対蹠地はパラグアイの領土で、沖縄県（県庁所在地の那覇市がある沖縄本島も）の東部の陸地、それに鹿児島県のトカラ列島と奄美群島と草垣群島、東京都の沖ノ鳥島の対蹠地は全てブラジルの領土に当たる。
また、スペイン(アフリカ大陸にあるスペイン領土であるセウタも含む)やポルトガル、イギリス領のジブラルタル、アフリカのモロッコの対蹠地はニュージーランドに当たるため、スペイン、ポルトガル、イギリス、フランス、アイルランドなどヨーロッパ西部やモロッコでは「対蹠地」「antipode」というとニュージーランドに当たり、オーストラリアも含めて指す場合が多い。また、ニュージーランド南東部のアンティポデス諸島は、グリニッジ天文台の対蹠地に近いことに因んだ名称である。

## 特徴
対蹠地同士では、緯度は北緯と南緯が逆転し、経度は180°ずれる（西経はマイナスと考える）。地球中心を原点とした直交座標を考えると、x, y, zはいずれも反転している。
対蹠点同士の地平座標を考えると、上下・東西は完全に反転しているが、南北は完全に同じ向きである。東西が反転しているため、東から日が昇るとき、対蹠点では西に日が沈むことになる。上下は反転しているので、太陽が出ていれば対蹠地では太陽は沈んでいる。それに対し南北は同じため、太陽が正中（南中あるいは北中）している時は対蹠地でも正中（南中あるいは北中）している。
ある地点の対蹠地はそこから最も遠い地点であり、その（大圏コースでの）距離は地球半周分（約2万キロメートル）である。なお、対蹠地との直線距離は地球の直径で、これも最も遠い。また、どの方角にも地球を半周すれば対蹠地に到達する。そのため、対蹠地の方角は定義できない。ただし、航空路線として対蹠地同士を結ぶ場合には、偏西風の影響を考えたルート設定が行われることもある（実際には航続距離2万キロメートルの旅客機は存在しないため現在のところは机上の空論だが、シンガポール航空がかつて運航していたシンガポール - ニューヨーク直行便（1万5345キロメートル）では、ニューヨーク行きでは偏西風の助けを借りてアジア・アラスカ方面を飛行していたが、シンガポール行きでは最短距離に近い北極ルートが採用されていた）。
対蹠地同士では、気候と昼夜が互いに正反対になる。例えば、中国での1月は真冬であるが、アルゼンチンでの1月は真夏に当たる。日本で真昼の時、ブラジルでは真夜中に当たる。

## 対蹠点効果
ある地点から、どんな方角に向かっても対蹠地に着くため、ある地点から発せられた電波（のうち、地上波の一部）は、その対蹠点では、どれかの経路によって通信可能である確率が高く、一般に不安定な短波通信としては比較的には安定である。これを対蹠点効果と呼ぶ（同時に複数の経路からの電波が届くことがあってもマルチパスによるフェージングが発生するため、このことをもって通信品質の向上に寄与すると一概に言えるものではない）。
対蹠点効果は電波以外でもあらゆる波に起こる。地震が起こると、対蹠点周辺では強い揺れが観測される。巨大クレーターの対蹠点には、地震波や衝撃波が集まったことによる「対蹠点地形」が誕生することがある。
吸収などのない理想的な状況では、エネルギー保存則より波の全てのエネルギーが対蹠地に集まり、対蹠地での波の強度は波源での強度と同じになる。そのあと、まるで対蹠地が波源であるかのように、波は対蹠地から再び広がることになる。

## 地球が楕円体であることの影響
地球は完全には球でなく南北につぶれた回転楕円体であるため、対蹠地に関する法則の一部は厳密には成り立たない。
球ではどの方角に出発しても直進するだけで対蹠地に到達するが、回転楕円体では南北とほぼ東西（北半球ではやや北、南半球ではやや南）の4つの方角に向かった場合のみ対蹠地に到達し、他の方角では僅かに外れる。
またその経路の長さも一定ではなく、南北では短く東西では長い。南北の場合の距離は子午線弧の全長で約2万4キロメートルになる。東西の場合の距離は地点によって変わり簡単には計算できないが、対蹠点同士が赤道上にあるときは赤道の長さの半分の約2万37キロメートルで最長になる。例外は北極点と南極点で、全ての方角に対して同じ約2万4キロメートルで対蹠点に到達する。